# Leucocelis aldabrensis
Leucocelis aldabrensis är en skalbaggsart som beskrevs av Linell 1897. Leucocelis aldabrensis ingår i släktet Leucocelis och familjen Cetoniidae. Inga underarter finns listade i Catalogue of Life.